# 129
| Calendário gregoriano                                                        | 129 CXXIX                     |
| Ab urbe condita                                                              | 882                           |
| Calendário arménio                                                           | -423 – -422                   |
| Calendário bahá'í                                                            | -1715 – -1714                 |
| Calendário budista                                                           | 673                           |
| Calendário chinês                                                            | 2825 – 2826                   |
| Calendário copta                                                             | -155 – -154                   |
| Calendário etíope                                                            | 121 – 122                     |
| Calendários hindus - Vikram Samvat - Calendário nacional indiano - Cáli Iuga | 184 – 185 50 – 51 3229 – 3230 |
| Calendário Holoceno                                                          | 10129                         |
| Calendário islâmico                                                          | 508 BH – 507 BH               |
| Calendário judaico                                                           | 3889 – 3890                   |
| Calendário persa                                                             | 493 BP – 492 BP               |
| Calendário rúnico                                                            | 379                           |
| Calendário solar tailandês                                                   | 672                           |

129 (CXXIX, na numeração romana) foi um ano comum do século II do Calendário Juliano, da Era de Cristo,  e a sua letra dominical foi C, teve 52 semanas, com início a uma sexta-feira e terminou também a uma sexta-feira.
| Ano completo                       |
| ---------------------------------- |
| Ano comum com início à sexta-feira |

## Eventos

### Império Romano
- Uma defesa para Numídia é construída em Lambésis por Legio III Augusta.
- Imperador Adriano continua suas viagens, agora inspecionando as regiões da Cária, Capadócia e Síria.

### Religião
- Mudança de Patriarcado Ecumênico de Constantinopla do Patriarca Diógenes para Eleutério.

## Nascimentos
- Cláudio Galeno, médico

## Mortes
- Osroes I
- Justo de Alexandria